# Parc Tineretului
Tineretului Park (en romanès: Parcul Tineretului, "Parc de la joventut") és un gran parc públic que es troba al sud de Bucarest (sector 4).

## Història
El parc es va crear el 1965 i va acabar el 1974. Va ser planejat per l'arquitecte Valentin Donose. Va ser dissenyat com l'espai recreatiu principal del sud de Bucarest, una zona molt desenvolupada durant els anys seixanta i setanta. Té una superfície de 94 hectàrees i atrau una mitjana de 7.800 visitants en un dia de cap de setmana.

## Fites
A part de les zones verdes, el parc conté diversos parcs infantils i un llac navegable, utilitzat pels vaixells d’oci a l'estiu. El parc Tineretului conté la Sala Polivalentă, una de les sales polivalents més grans de Bucarest, que s’utilitza per a concerts i esdeveniments esportius coberts.
L'angle sud-est del parc és una zona infantil anomenada "Orăşelul Copiilor" ("Mini-ciutat infantil"). Dins Orăşelul Copiilor es poden trobar passejades en terreny just, petites muntanyes russes i altres atraccions divertides per a totes les edats. Hi ha un minitren que porta la gent al parc. El 2013 es va redissenyar la zona i es van construir noves barres obertes i zones recreatives i atraccions.

## Transport
Al parc s'hi pot arribar amb metro, a través de les dues estacions: Tineretului i Constantin Brâncoveanu.